# Carex albowii
Espèce
Classification phylogénétique
Carex albowii est une espèce de plantes du genre Carex et de la famille des Cyperaceae.